# Hopetoun
Hopetoun est une localité située dans l'État de Victoria en Australie, à 395 kilomètres au nord-ouest de Melbourne sur la Henty Highway.
Son nom est dû à John Hope, 7e comte d'Hopetoun qui fut gouverneur du Victoria et premier gouverneur général d'Australie.
La région était, à l'origine, peuplée par les Aborigènes Wotjobaluk.
En 2006, la localité comptait 589 habitants.